# Idea solyma
Idea solyma är en fjärilsart som beskrevs av Hans Fruhstorfer 1910. Idea solyma ingår i släktet Idea och familjen praktfjärilar. Inga underarter finns listade i Catalogue of Life.